# Henry Howard Brownell
Henry Howard Brownell (ur. 1820, zm. 1872) – historyk i poeta amerykański. Urodził się 6 lutego 1820 w Providence w stanie Rhode Island. Ukończył Trinity College w Hartford. W 1847 wydał tomik wierszy zatytułowany po prostu Poems. Popularność przyniosły mu wiersze o wojnie secesyjnej. W czasie wojny był sekretarzem admirała Davida Farraguta. W 1864 opublikował tom Lyrics of a Day: or, Newspaper-Poetry. Zbiorek ukazał się anonimowo. Jako autor wymieniony był ochotnik w służbie Stanów Zjednoczonych (By a volunteer in the U.S. service). W 1866 poeta wydał kolejny zbiorek, War-Lyrics and Other Poems. Zmarł 31 października 1872 w stanie Connecticut.